# 676. pehotni polk (Wehrmacht)
Za druge 676. polke glejte 676. polk.
676. pehotni polk (izvirno nemško Infanterie-Regiment 676) je bil eden izmed pehotnih polkov v sestavi redne nemške kopenske vojske med drugo svetovno vojno.

## Zgodovina
Polk je bil ustanovljen 15. novembra 1940 kot polk 14. vala na področju Güstrowa iz osebja 162. pehotne divizije ter dodeljen 332. pehotni diviziji.
15. oktobra 1942 je bil polk preimenovan v 676. grenadirski polk.